# SN 2006es
SN 2006es – supernowa typu Ia odkryta 1 września 2006 roku w galaktyce UGC 2828. W momencie odkrycia miała maksymalną jasność 18,00m.